# Resolution 1896 des UN-Sicherheitsrates
Die Resolution 1896 des UN-Sicherheitsrates ist eine Resolution zur Situation in der Demokratischen Republik Kongo, die der Sicherheitsrat der Vereinten Nationen am 30. November 2009 auf seiner 6225. Sitzung einstimmig angenommen hat. Mit der Entschließung entschied das Gremium über die Verlängerung des Embargos für Waffen sowie des Reiseverbotes und der Einfrierung von Vermögenswerten von Personen, die gegen dieses Waffenembargo verstoßen. Das Embargo schließt reguläre Armeeeinheiten und die Polizei des Staates nicht ein.
Die Vereinten Nationen hatten im Jahr 2003 das Embargo mit der Resolution 1493 (2003) beschlossen und nachfolgend die Sanktionen mit den Resolutionen 1596 (2005), 1698 (2006), 1771 (2007), 1807 (2008) und 1857 (2008) jeweils um ein Jahr verlängert.

## Inhalt der Resolution
Der Sicherheitsrat berief sich auf seine früheren Resolutionen zur Situation in der Demokratischen Republik Kongo, insbesondere auf die Resolutionen 1804 (2008) und 1857 (2008), 1807 (2008) und 1857 (2008) und betonte, dass die Anwesenheit bewaffneter Freischärler im Osten des Landes, speziell in den Provinzen Nord-Kivu, Sud-Kivu, Ituri und Orientale ein Klima der Unsicherheit für die ganze Region geschaffen wird. Er verlangte deswegen, dass diese bewaffneten Gruppen sofort die Waffen niederlegen und dass speziell die Forces Démocratiques de la Libération du Rwanda (FDLR) and the Lord’s Resistance Army (LRA) ihre Angriffe auf Zivilpersonen einstellen sollen. 
Das Gremium äußerte seine Besorgnis, dass die im Osten des Landes operierenden Konfliktparteien Unterstützung von außerhalb erlangen und begrüßte den Willen der Demokratischen Republik Kongo und anderer Staaten in der Region der Afrikanischen Großen Seen, die Unterstützungen der Freischärler auf ihren Gebieten zu unterbinden. Der Sicherheitsrat zeigte sich sehr besorgt über die Verletzung der Menschenrechte von Zivilpersonen im Osten der Demokratischen Republik Kongo und nannte hier insbesondere die Rekrutierung von Kindersoldaten, die Tötung und Vertreibung von Zivilisten sowie sexuelle Gewalt gegen Frauen. Er betonte, dass die Täter zur Rechenschaft gezogen werden müssen. Außerdem verweist die Resolution auf den Schutz des Personals der Vereinten Nationen.
Die Vereinten Nationen verurteilten den Fluss von Waffen in die Region, wodurch die Resolutionen 1533 (2004), Resolutionen 1807 (2008) (2008) und Resolutionen 1857 (2008) verletzt wurden. Sie stellten fest, dass es die Kombination von illegalem Abbau von Rohstoffen und des Schmuggels von Waffen ist, wodurch die Konflikt in der Region der Afrikanischen Großen Seen angeheizt und ausgeweitet werden. Der Sicherheitsrat kam deswegen zu dem Schluss, dass die Situation in der Demokratischen Republik Kongo eine Gefährdung des internationalen Friedens und der Sicherheit in der Region bewirke.
Unter Kapitel VII der Charta der Vereinten Nationen verlängerte der Sicherheitsrat das Waffenembargo bis zum 30. November 2010 und erneuerte das Reiseverbot für und die Beschlagnahme von Vermögenswerten solcher Personen, die gegen dieses Waffenembargo verstoßen. Er erweiterte gleichzeitig das Mandat der Expertengruppe auf die Überprüfung von Mineralien, deren Transport und Weiterverarbeitung und wies an, sich dabei auf die betroffenen Provinzen im Osten des Landes zu konzentrieren. Er verlangte von den Mitgliedsstaaten, von der Regierung der Demokratischen Republik Kongo und von der Mission de l’Organisation des Nations Unies en République Démocratique du Congo, mit der Expertengruppe uneingeschränkt zusammenzuarbeiten.
Ferner rief der Sicherheitsrat alle Staaten dazu auf, darauf einzuwirken, dass Importeure, Verarbeiter und Händler von mineralischen Rohstoffen aus der Demokratischen Republik Kongo die Herkunft dieser Rohstoffe überprüfen und Maßnahmen ergreifen, um den Schmuggel von illegalen Rohstoffen zu verhindern und damit die indirekte Unterstützung der bewaffneten Gruppen im Osten des Landes zu unterbinden. Er empfahl außerdem die regelmäßige Veröffentlichung von Einfuhr- und Ausfuhrstatistiken für Gold, Kassiterit, Coltan und Wolframit.